# Helfrich Dern
Helfrich Dern (* 25. Mai 1891 in Marburg; † 1918 in Frankreich) war ein deutscher Maler und Zeichner.

## Leben
Helferich Dern war der Sohn einer alteingesessenen Gerberfamilie. Er studierte an der Kunsthochschule Kassel und schloss zunächst sein Studium mit der Zeichenlehrerprüfung ab. Anschließend wurde er Meisterschüler bei Carl Holzapfel. Dern machte Bekanntschaft mit Otto Ubbelohde, von dem er ein Porträt anfertigte. Ubbelohde beeinflusste die Zeichnungen des jungen Dern nachhaltig. Dern meldete sich als Kriegsfreiwilliger im Ersten Weltkrieg. Im Oktober 1914 wurde er als Kriegsgefangener auf Belle-Île in Frankreich interniert. In Belle-Ile entstanden zahlreiche Zeichnungen zum Alltag im Gefangenenlager. Dern verstarb 1918 in Kriegsgefangenschaft.
Die Musikerin Anneliese Druckses-Dern ist Helfrich Derns Nichte.
Dern malte hessische Landschaften, insbesondere um Marburg. Er arbeitete in Öl und schuf zahlreiche Aquarelle. Viele seiner Zeichnungen sind spontane Momentaufnahmen, die einen Bewegungsablauf einfangen.

## Ausstellungen
- 1994: Brüder-Grimm-Stube, Marburg